# Płungiany
Płungiany (lit. Plungė wymowaⓘ; żmudz. Plongė) – miasto na północnym zachodzie Litwy na Żmudzi.

## Gospodarka
W mieście rozwinął się przemysł włókienniczy, spożywczy oraz skórzany.
W mieście jest stacja kolejowa Płungiany.

## Historia

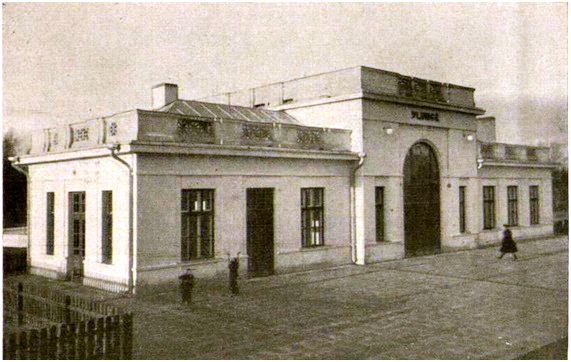
Stacja kolejowa w 1930 roku

Do XVI wieku miejscowe dobra należały do wygasłego rodu Gasztołdów. W XVI w. przeszły do skarbu wielkoksiążęcego i stały się siedzibą  starostwa. Będąc królewszczyzną zostały nadane przez sejm w latach 1773–1775 biskupowi wileńskiemu Massalskiemu. Następnie w rękach Potockich. Później majątek kupił faworyt carycy Płaton Zubow, a w 1873 Michał Mikołaj Ogiński z Retowa. Ród Ogińskich był właścicielem majątku do roku 1921, kiedy nastąpiła parcelacja majątku przejętego przez państwo litewskie.
W czasie II wojny światowej, miasto było okupowane przez Sowietów od 1940, potem przez Niemcy od 1941, i ponownie przez Sowietów. Podczas okupacji hitlerowskiej w czerwcu 1941 roku Litwini na polecenie Niemców utworzyli getto dla żydowskich mieszkańców. Przebywało w nim około 1700 osób. 15 lipca 1941 roku Niemcy zlikwidowali getto, a Żydów zamordowano niedaleko miejscowości Kausenai.

## Zabytki
- Neorenesansowy pałac zbudowany przez rodzinę Ogińskich
- Neoromański kościół św. Jana Chrzciciela
- Park krajobrazowy o powierzchni 58 ha otacza zespół pałacowy. Park założono w XVIII wieku i przekomponowano w XIX wieku – obecnie jest to park miejski. W parku system wodny i oranżeria (kopia Palazzo Vechio we Florencji). Obecnie w budynku oranżerii laboratorium naukowe. Cenny drzewostan w tym kilkusetletni Dąb Perkuna.

## Obiekty nieistniejące
- Synagoga miejska zniszczona w latach 90.

## Znane postacie
- Wanda Rutkiewicz – polska alpinistka i himalaistka, jedna z najbardziej znanych Polek światowego himalaizmu. Jako trzecia kobieta na świecie i pierwsza Europejka stanęła na Mount Everest, najwyższym szczycie Ziemi, zaś jako pierwsza kobieta na świecie na szczycie K2.

## Miasta partnerskie
- Bruntál
- Powiat Golubsko-Dobrzyński